# Commentry

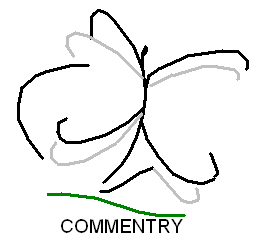
Logo Commentry

Commentry – miejscowość i gmina we Francji, w regionie Owernia-Rodan-Alpy, w departamencie Allier.

## Demografia
Według danych na rok 1990 gminę zamieszkiwało 8021 osób, a gęstość zaludnienia wynosiła 383 osoby/km². W styczniu 2015 r. Commentry zamieszkiwało 6813 osób, przy gęstości zaludnienia wynoszącej 325,4 osób/km².

## Współpraca
3 maja 2006 miasto podpisało umowę o partnerstwie z Chojnowem.